# Крапивно (Ленінградська область)
Крапивно (рос. Крапивно) — присілок у Кіриському районі Ленінградської області Російської Федерації.
Населення становить 26 осіб. Належить до муніципального утворення Будогощенське міське поселення.

## Історія
Згідно із законом від 1 вересня 2004 року № 49-оз органом  місцевого самоврядування є Будогощенське міське поселення.

## Населення
| 1910 | 1928 | 1965 | 1997 | 2002 | 2007 | 2010 |
| ---- | ---- | ---- | ---- | ---- | ---- | ---- |
| 115  | ↗145 | ↗158 | ↘44  | ↘31  | ↘25  | ↗26  |
| 2017 |      |      |      |      |      |      |
| →26  |      |      |      |      |      |      |